# Cúp vàng nữ CONCACAF 2010
Cúp vàng nữ CONCACAF 2010 diễn ra tại Cancún, México từ 28 tháng 10 đến 8 tháng 11 năm 2010. Giải được tổ chức nhằm chọn ra các đại diện của khu vực Bắc, Trung Mỹ và Caribe tham dự Giải vô địch bóng đá nữ thế giới 2011. Canada và México giành suất trực tiếp vào vòng chung kết World Cup trong khi đội hạng ba Hoa Kỳ dự trận play-off với Ý.
Đây là lần thứ hai Canada lên ngôi vô địch sau danh hiệu năm 1998, đồng thời lặp lại thánh tích giữ sạch lưới. Trong khi đó trận thua México tại bán kết đánh dấu lần đầu tiên Hoa Kỳ để thua một trận đấu vòng loại World Cup.

## Vòng loại
Các đội vượt qua vòng loại:
Chủ nhà
- México

Bắc Mỹ
- Canada (đặc cách)
- Hoa Kỳ (đặc cách)

Trung Mỹ (thông qua Vòng loại khu vực)
- Guatemala
- Costa Rica

Caribe (thông qua Vòng loại khu vực)
- Guyana
- Trinidad và Tobago
- Haiti

## Vòng bảng

### Bảng A
| Đội                | Tr | T | H | B | BT | BB | HS  | Đ |
| ------------------ | -- | - | - | - | -- | -- | --- | - |
| Canada             | 3  | 3 | 0 | 0 | 12 | 0  | +12 | 9 |
| México             | 3  | 2 | 0 | 1 | 9  | 5  | +4  | 6 |
| Trinidad và Tobago | 3  | 1 | 0 | 2 | 4  | 4  | 0   | 3 |
| Guyana             | 3  | 0 | 0 | 3 | 3  | 19 | −16 | 0 |

| Trinidad và Tobago | 0–1      | Canada       |
| ------------------ | -------- | ------------ |
|                    | Chi tiết | Tancredi 63' |

| México                                                            | 7–2      | Guyana                      |
| ----------------------------------------------------------------- | -------- | --------------------------- |
| Garza 2', 45' · Dominguez 24', 36' (ph.đ.), 67', 79' · Worbis 59' | Chi tiết | El-Masri 34' · De Souza 39' |

| Canada                                                                 | 8–0      | Guyana |
| ---------------------------------------------------------------------- | -------- | ------ |
| Julien 15' · Sinclair 34', 50', 63', 75' · Filigno 46', 75' · Lang 90' | Chi tiết |        |

| México                    | 2–0      | Trinidad và Tobago |
| ------------------------- | -------- | ------------------ |
| Dominguez 45' · Lopez 58' | Chi tiết |                    |

| Guyana       | 1–4      | Trinidad và Tobago                                     |
| ------------ | -------- | ------------------------------------------------------ |
| El-Masri 60' | Chi tiết | Cordner 11' · Belgrave 25' · Edwards 49' · Mascall 65' |

| México | 0–3      | Canada                                   |
| ------ | -------- | ---------------------------------------- |
|        | Chi tiết | Chapman 20' · Belanger 45' · Filigno 66' |

### Bảng B
| Đội        | Tr | T | H | B | BT | BB | HS  | Đ |
| ---------- | -- | - | - | - | -- | -- | --- | - |
| Hoa Kỳ     | 3  | 3 | 0 | 0 | 18 | 0  | +18 | 9 |
| Costa Rica | 3  | 2 | 0 | 1 | 4  | 4  | 0   | 6 |
| Haiti      | 3  | 1 | 0 | 2 | 1  | 8  | −7  | 3 |
| Guatemala  | 3  | 0 | 0 | 3 | 0  | 11 | −11 | 0 |

| Costa Rica     | 1–0      | Guatemala |
| -------------- | -------- | --------- |
| A. Venegas 51' | Chi tiết |           |

| Hoa Kỳ                                             | 5–0      | Haiti |
| -------------------------------------------------- | -------- | ----- |
| Buehler 9' · Wambach 15', 45', 62' · Rodriguez 40' | Chi tiết |       |

| Haiti | 0–3      | Costa Rica                    |
| ----- | -------- | ----------------------------- |
|       | Chi tiết | Cruz 35' · Rodríguez 42', 52' |

| Hoa Kỳ                                                                                         | 9–0      | Guatemala |
| ---------------------------------------------------------------------------------------------- | -------- | --------- |
| Rodriguez 20', 45', 89' · Rapinoe 22', 40' · Wambach 29', 30' · Morgan 49' · Lloyd 58' (ph.đ.) | Chi tiết |           |

| Guatemala | 0–1      | Haiti           |
| --------- | -------- | --------------- |
|           | Chi tiết | Saintilmond 22' |

| Hoa Kỳ                                                       | 4–0      | Costa Rica |
| ------------------------------------------------------------ | -------- | ---------- |
| Wambach 32' (ph.đ.) · Cheney 69' · Averbuch 73' · Morgan 81' | Chi tiết |            |

## Vòng đấu loại trực tiếp
|  | Bán kết    | Bán kết |               |   | Chung kết | Chung kết |
|  |            |         |               |   |           |           |
|  | 5 tháng 11 |         |               |   |           |           |
|  |            |         |               |   |           |           |
|  | Canada     | 4       |               |   |           |           |
|  | Canada     | 4       | 8 tháng 11    |   |           |           |
|  | Costa Rica | 0       |               |   |           |           |
|  | Costa Rica | 0       | Canada        | 1 |           |           |
|  | 5 tháng 11 |         | Canada        | 1 |           |           |
|  |            | México  | 0             |   |           |           |
|  | Hoa Kỳ     | México  | 0             | 1 |           |           |
|  | Hoa Kỳ     |         |               | 1 |           |           |
|  | México     | 2       |               |   |           |           |
|  | México     | 2       | Tranh hạng ba |   |           |           |
|  |            |         |               |   |           |           |
|  | 8 tháng 11 |         |               |   |           |           |
|  |            |         |               |   |           |           |
|  | Costa Rica | 0       |               |   |           |           |
|  | Costa Rica | 0       |               |   |           |           |
|  | Hoa Kỳ     | 3       |               |   |           |           |

### Bán kết
| Canada                                                        | 4–0      | Costa Rica |
| ------------------------------------------------------------- | -------- | ---------- |
| Bélanger 62' · Filigno 72' · Sinclair 75' · Cruz 90+3' (l.n.) | Chi tiết |            |

| Hoa Kỳ    | 1–2                              | México                   |
| --------- | -------------------------------- | ------------------------ |
| Lloyd 25' | Diễn biến Bài phân tích Chi tiết | Domínguez 3' · Pérez 26' |

### Tranh hạng ba
| Costa Rica | 0–3      | Hoa Kỳ                        |
| ---------- | -------- | ----------------------------- |
|            | Chi tiết | Cheney 17' · Wambach 33', 50' |

### Chung kết
| Canada               | 1–0     | México |
| -------------------- | ------- | ------ |
| Sinclair 53' (ph.đ.) | Article |        |